# Psychotria rufipilis
Psychotria rufipilis är en måreväxtart som beskrevs av Auguste Jean Baptiste Chevalier och De Wild.. Psychotria rufipilis ingår i släktet Psychotria och familjen måreväxter. Inga underarter finns listade i Catalogue of Life.